# Codex Angelicus
Il Codex Angelicus (numerazione di Gregory-Aland: Lap o 020; numerazione von Soden: α 5) è un manoscritto onciale del Nuovo Testamento in lingua greca, datato paleograficamente al IX secolo È conservato alla Biblioteca Angelica di Roma, manoscritto greco 39.

## Testo
Il codice è composto da 189 fogli di pergamena di 27x21,5 cm, scritti su due colonne per pagina, 26 linee per colonna (le dimensioni delle colonne sono 21,1x7,2 cm).
Il codice contiene il testo degli Atti degli Apostoli, delle lettere cattoliche e delle lettere di Paolo, con notevoli lacune in Atti 1,1-8,10 e nella Lettera agli Ebrei 13,10-25. Il testo include prolegomena, segni per lezionari e στιχοι.
Il testo greco del codice è rappresentativo del tipo testuale bizantino, con alcune lezioni non bizantine. Si tratta di uno dei primi manoscritti completamente bizantini. Kurt Aland lo collocò nella categoria V.

## Storia
Il manoscritto appartenne al cardinale Domenico Silvio Passionei; fu poi esaminato da Giuseppe Bianchini, Andreas Birch e Johann Martin Augustin Scholz e collazionato da Konstantin von Tischendorf e Samuel Prideaux Tregelles.
Il nome deriva dal fatto che il manoscritto è conservato alla Biblioteca Angelica di Roma (manoscritto numero 39).